# Dom Rūd-e Soflá
Dom Rūd-e Soflá (persiska: Domrūd-e Soflá, دم رود سفلی) är en ort i Iran.   Den ligger i provinsen Lorestan, i den västra delen av landet, 400 km sydväst om huvudstaden Teheran. Dom Rūd-e Soflá ligger 898 meter över havet och antalet invånare är 144.
Terrängen runt Dom Rūd-e Soflá är huvudsakligen kuperad. Dom Rūd-e Soflá ligger nere i en dal. Runt Dom Rūd-e Soflá är det ganska glesbefolkat, med 28 invånare per kvadratkilometer. Närmaste större samhälle är Cham-e Dīvān, 11,2 km norr om Dom Rūd-e Soflá. Omgivningarna runt Dom Rūd-e Soflá är i huvudsak ett öppet busklandskap.